# Xã Cormorant, Quận Becker, Minnesota
Xã Cormorant (tiếng Anh: Cormorant Township) là một xã thuộc quận Becker, tiểu bang Minnesota, Hoa Kỳ. Năm 2010, dân số của xã này là 1.039 người.